# Таузи, Ричард
Ричард Таузи (англ. Richard Tousey; 18 мая 1908, Сомервилл, Массачусетс — 15 апреля 1997, Мэриленд) — американский физик и астроном.

## Биография
Родился в Сомервилле, (штат Массачусетс), в семье Колмана и Аделы Хилл Таузи. В 1928 окончил университет Тафтса. В 1928—1936 вёл научные исследования и преподавал в Гарвардском университете, в 1936—1941 — в университете Тафтса. С 1941 года работал в Исследовательской лаборатории Военно-Морского флота США (вначале в оптическом отделе, в 1958-1967-руководитель группы ракетной спектроскопии в отделе атмосферы и астрофизики, в 1967—1978 — руководитель отдела космических исследований, с 1978 — консультант).
Основные труды в области астрономии посвящены исследованиям ультрафиолетового спектра Солнца. Руководил запусками в США первых исследовательских высотных ракет, на которых были установлены спектрографы для регистрации спектра Солнца в далекой ультрафиолетовой области. В 1946 впервые получил и отождествил спектр Солнца до 2200 Å, а затем и в более коротковолновой области. Выполнил ряд работ по атмосферной оптике: исследовал поглощение света в атмосфере, яркость неба и видимость планет, звёзд и искусственных спутников на дневном и ночном небе, интенсивность различных эмиссионных линий и полос, возникающих в ночное время в атмосфере Земли. Внёс большой вклад в физиологическую оптику.

## Награды и признание
- 1960 — Медаль Фредерика Айвса Американского оптического общества
- 1960 — Член Национальной АН США
- 1963 — Медаль Генри Дрейпера Национальной АН США
- 1964 — Медаль Эддингтона Королевского астрономического общества
- 1966 — Премия Генри Норриса Рассела
- 1974 — Медаль «За выдающиеся научные достижения»[англ.] НАСА
- 1990 — Премия Джорджа Эллери Хейла
- И другие.